# Далластаун (Пенсільванія)
Далластаун (англ. Dallastown) — місто (англ. borough) в США, в окрузі Йорк штату Пенсільванія. Населення — 4195 осіб (2020).

## Географія
Далластаун розташований за координатами 39°53′59″ пн. ш. 76°38′27″ зх. д. / 39.89972° пн. ш. 76.64083° зх. д. (39.899625, -76.640967).  За даними Бюро перепису населення США в 2010 році місто мало площу 2,01 км², уся площа — суходіл.

## Демографія
Згідно з переписом 2010 року, у селищі мешкало 4049 осіб у 1623 домогосподарствах у складі 1046 родин. Густота населення становила 2011 осіб/км².  Було 1725 помешкань (857/км²).
Расовий склад населення:
| - 94,1 % — білих - 2,6 % — чорних або афроамериканців - 0,1 % — корінних американців - 0,1 % — азіатів - 1,3 % — осіб інших рас |

До двох чи більше рас належало 1,7 %. Частка іспаномовних становила 4,0 % від усіх жителів.
За віковим діапазоном населення розподілялося таким чином: 23,4 % — особи молодші 18 років, 60,5 % — особи у віці 18—64 років, 16,1 % — особи у віці 65 років та старші. Медіана віку мешканця становила 37,7 року. На 100 осіб жіночої статі у селищі припадало 93,5 чоловіків;  на 100 жінок у віці від 18 років та старших — 86,6 чоловіків також старших 18 років.
Середній дохід на одне домашнє господарство  становив 55 626 доларів США (медіана — 44 400), а середній дохід на одну сім'ю — 58 956 доларів (медіана — 60 268). Медіана доходів становила 36 641 долар для чоловіків та 28 693 долари для жінок. За межею бідності перебувало 21,5 % осіб, у тому числі 46,5 % дітей у віці до 18 років та 15,6 % осіб у віці 65 років та старших.
Цивільне працевлаштоване населення становило 2220 осіб. Основні галузі зайнятості: виробництво — 18,7 %, роздрібна торгівля — 18,2 %, освіта, охорона здоров'я та соціальна допомога — 15,9 %.